# National Highway 39
National Highway 39 (NH 39) ist eine Hauptfernstraße im Nordosten des Staates Indien mit einer Länge von 436 Kilometern. Sie beginnt bei Numaligarh im Bundesstaat Assam am NH 37 und führt nach 115 km durch diesen Bundesstaat weitere 100 km durch den benachbarten Bundesstaat Nagaland über dessen Hauptstadt Kohima. Anschließend führt sie 211 km durch den Bundesstaat Manipur über dessen Hauptstadt Imphal und weiter bis an die Grenze mit Myanmar im Südosten von Manipur.